# Pauesia grossa
Pauesia grossa är en stekelart som först beskrevs av Josef Fahringer 1937.  Pauesia grossa ingår i släktet Pauesia och familjen bracksteklar. Inga underarter finns listade i Catalogue of Life.